# Xysticus jaharai
Xysticus jaharai är en spindelart som beskrevs av C.C. Basu 1979. Xysticus jaharai ingår i släktet Xysticus och familjen krabbspindlar. Inga underarter finns listade i Catalogue of Life.